# Bobital
Bobital (tiếng Breton: Bowidel, Gallo: Bobitau) là một xã của tỉnh Côtes-d'Armor, thuộc vùng Bretagne, tây bắc Pháp.

## Dân số
Người dân ở Bobital được gọi là Bobitalais.